# Compagnies aériennes d'Afrique

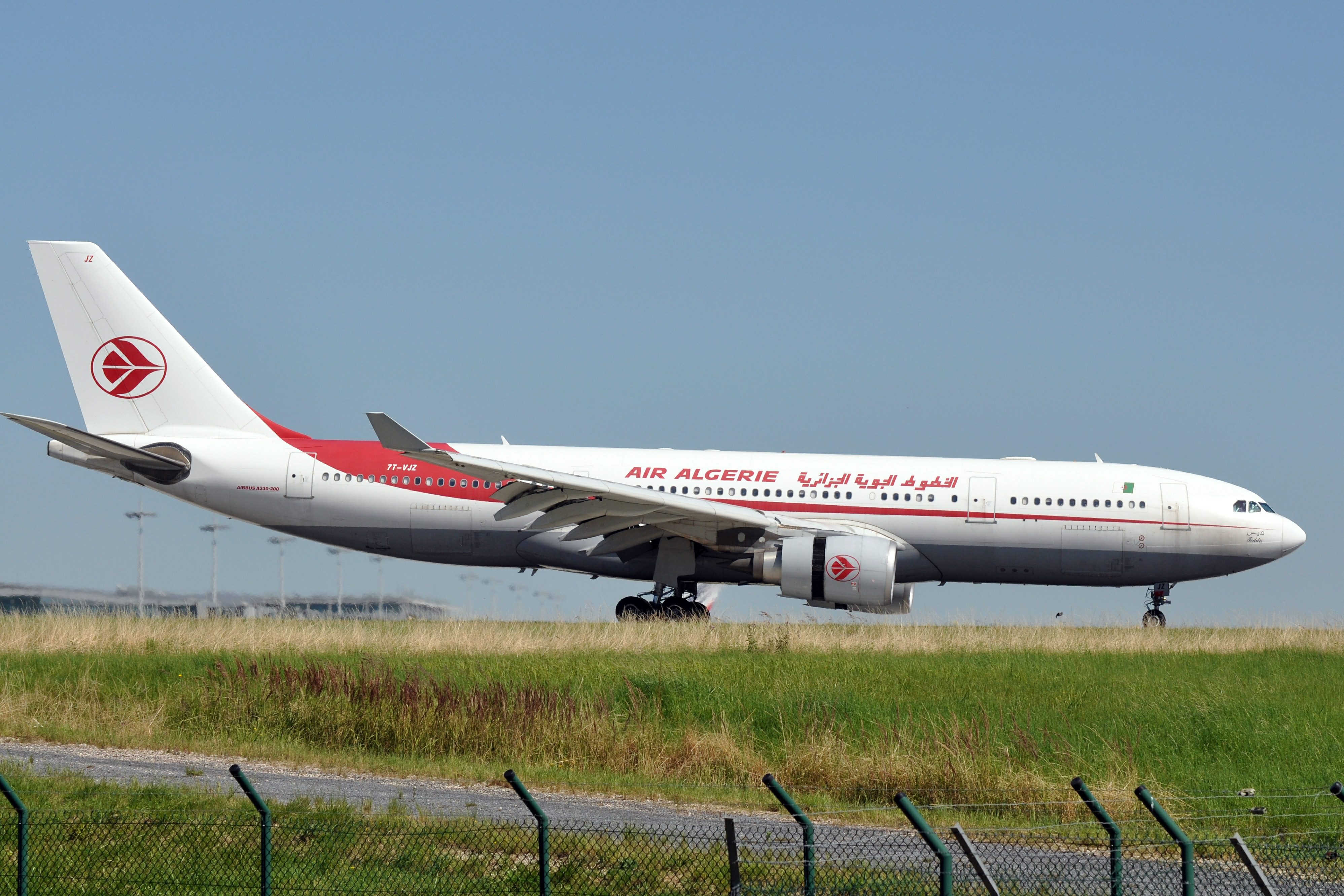
Airbus A330-202 d'Air Algérie

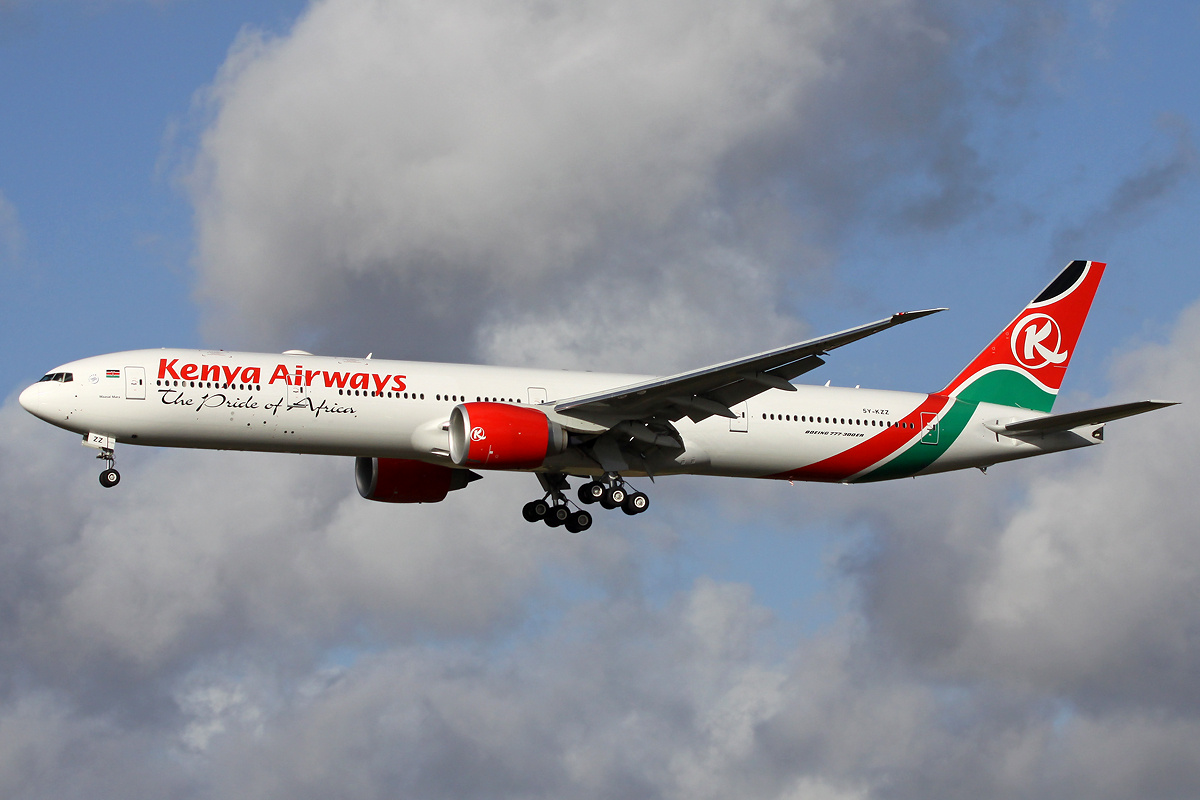
Un Boeing 777-300ER de Kenya Airways

Les compagnies aériennes se sont multipliées en Afrique du fait de l'état des réseaux routiers et ferroviaires dans de nombreux pays du continent qui ne sont pas bien développés en raison de problèmes financiers, du terrain et des saisons des pluies. Ben R. Guttery, auteur de l'Encyclopedia of African Airlines, a déclaré: "Bien que la plupart des compagnies n'aient jamais été aussi grandes que celles européennes ou américaines, elles ont eu un impact énorme sur l'économie et la population". De nombreuses grandes compagnies aériennes africaines appartiennent en partie ou en totalité aux gouvernements nationaux. Certaines compagnies africaines ont des compagnies européennes comme actionnaires principaux, comme KLM qui détient une participation de 7,8% dans Kenya Airways et British Airways qui détient une part de 18% de Comair.

## Historique

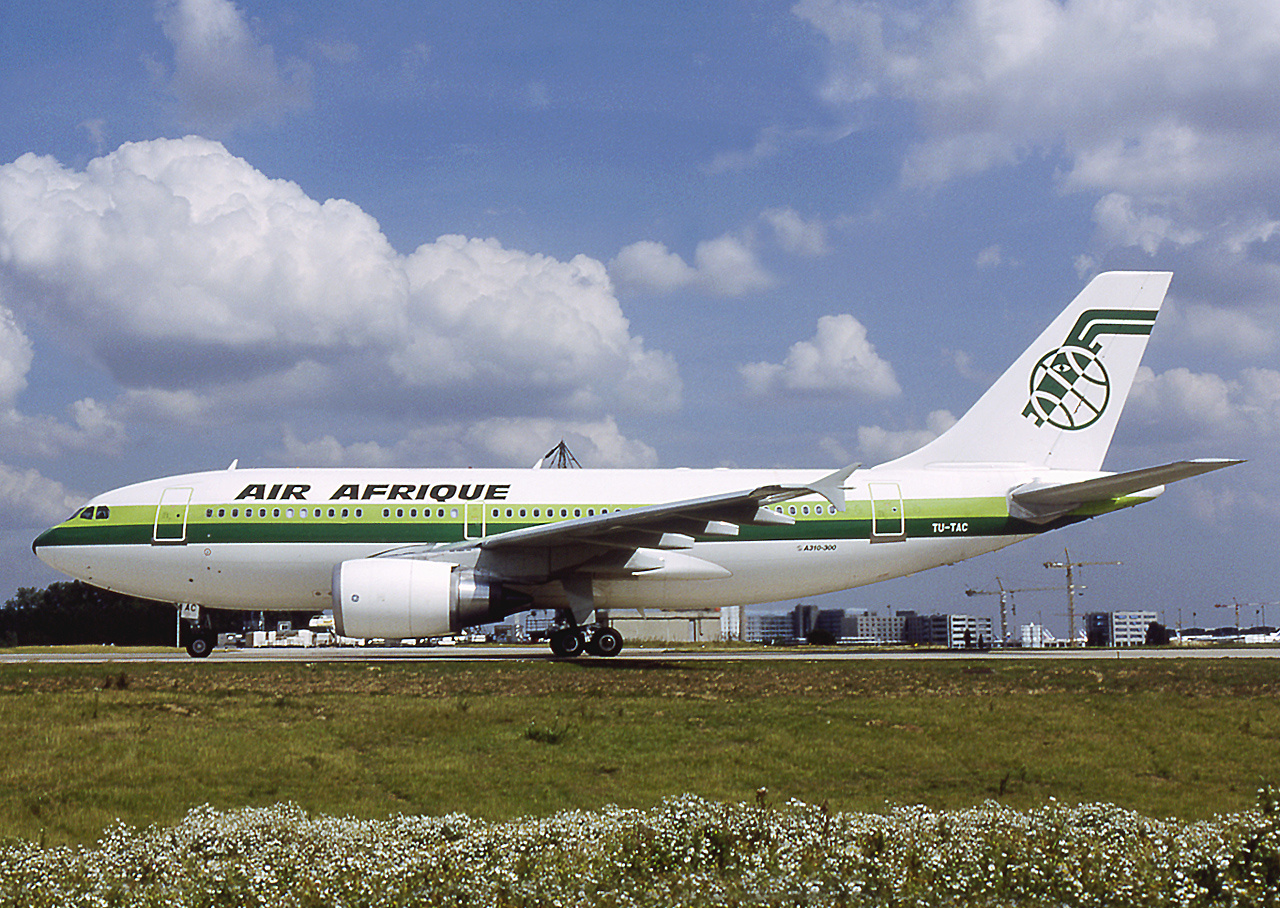
Un Airbus A310-300 de Air Afrique

Après l'indépendance des pays africains, les gouvernements nationaux ont créé leurs propres compagnies aériennes. De nombreux pays souhaitaient se doter de gros appareils comme les DC-10 et 747 même si la demande aérienne ne justifiait pas de tels appareils. Certaines compagnies aériennes, comme Air Afrique, étaient parrainées conjointement par plusieurs gouvernements. Certains transporteurs tels que Central African Airways, East African Airways et West African Airways, ont été créés durant la colonisation britannique d'une grande partie de l'Afrique. L'essor de l'industrie des aéronefs, du transport aérien et l'apport de capitaux, souvent européens ont contribué a mettre en place de nouvelles compagnies africaines.

## Propriété d'un gouvernement
Dans de nombreux cas, les compagnies aériennes européennes ont eu des influences coloniales sur les compagnies aériennes africaines, des problèmes se sont donc posés après que les administrateurs coloniaux aient quitté l'Afrique. De nombreuses compagnies aériennes gouvernementales sont dirigées par des personnes nommées par le gouvernement, car de nombreuses compagnies font partie des structures de leurs gouvernements nationaux respectifs. Selon Guttery, de nombreuses compagnies aériennes africaines ne sont donc pas bien gérées, conduisant certaines à subir de graves pertes, et ont été liquidées peu après dans certains cas.
De plus, les bénéfices vont souvent dans les fonds généraux de fonctionnement de leurs pays respectifs, tandis que de nombreux gouvernements ne fournissent pas suffisamment de capitaux à leurs compagnies aériennes. En outre, de nombreux gouvernements font des compagnies aériennes des pôles d'investissements en emploi massif qui a grevé grandement la bonne gestion de ces compagnies..
Guttery a déclaré que même si la multiplicités des formes d'interventions des gouvernements africains dans la gestion des compagnies aériennes africaines "peuvent être considérées comme un obstacle sur un marché mondial axé sur l'économie", la participation du gouvernement est cruciale dans la pérennité de ces compagnies. Les compagnies aériennes africaines s'appuient sur des lignes internationales rentables pour subventionner les lignes nationales moins rentables, dont beaucoup desservent de très petites communautés.

## Flotte

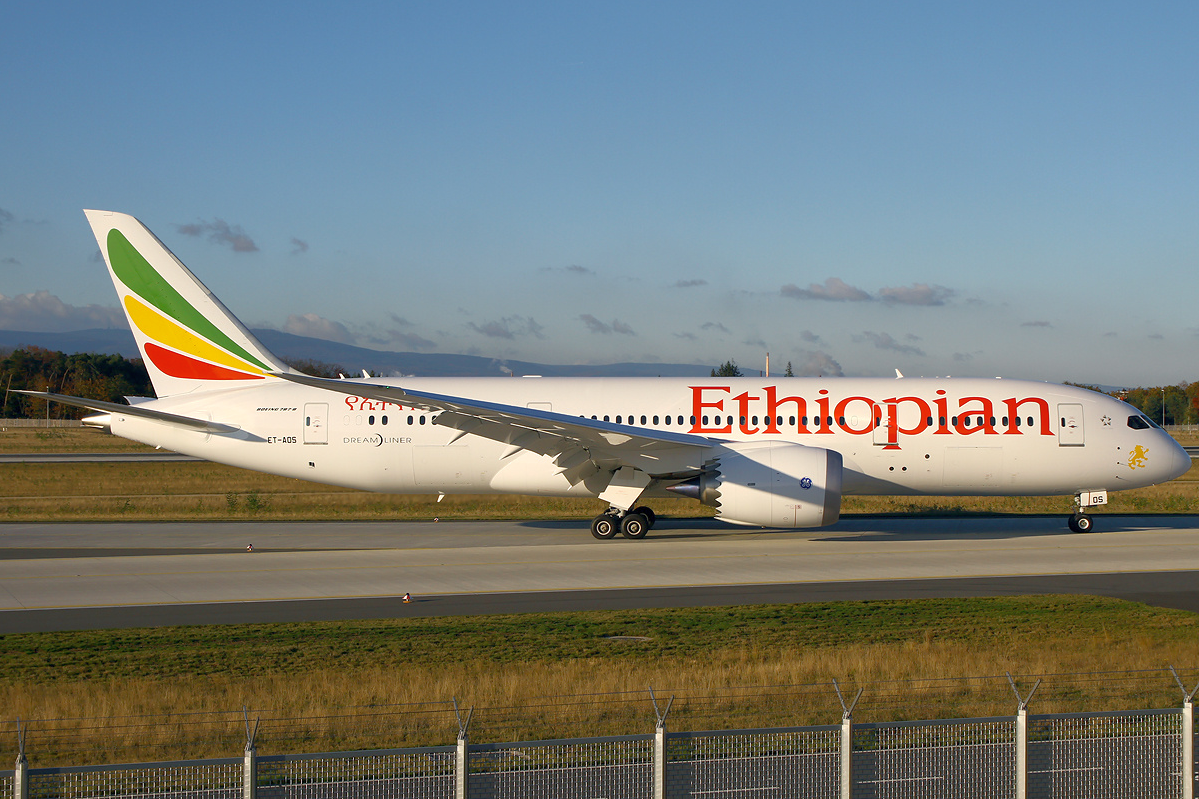
Un Boeing 787-8 d'Ethiopian Airlines

Par rapport aux avions des autres régions du monde, les avions en Afrique ont tendance à être plus âgés. En 2010, 4,3% des avions dans le monde volaient en Afrique. Parmi les appareils plus anciens, 12% des volaient en Afrique. Alors que les avions plus anciens ont des prix bas, ils ont des taux de consommation de carburant et des coûts de maintenance plus élevés que les avions plus récents. Comme de nombreuses compagnies aériennes africaines ont de faibles cotes de crédit, l'Afrique a un faible niveau de contrats de location. 5% des avions loués dans le monde volent en Afrique.

## Participation aux alliances

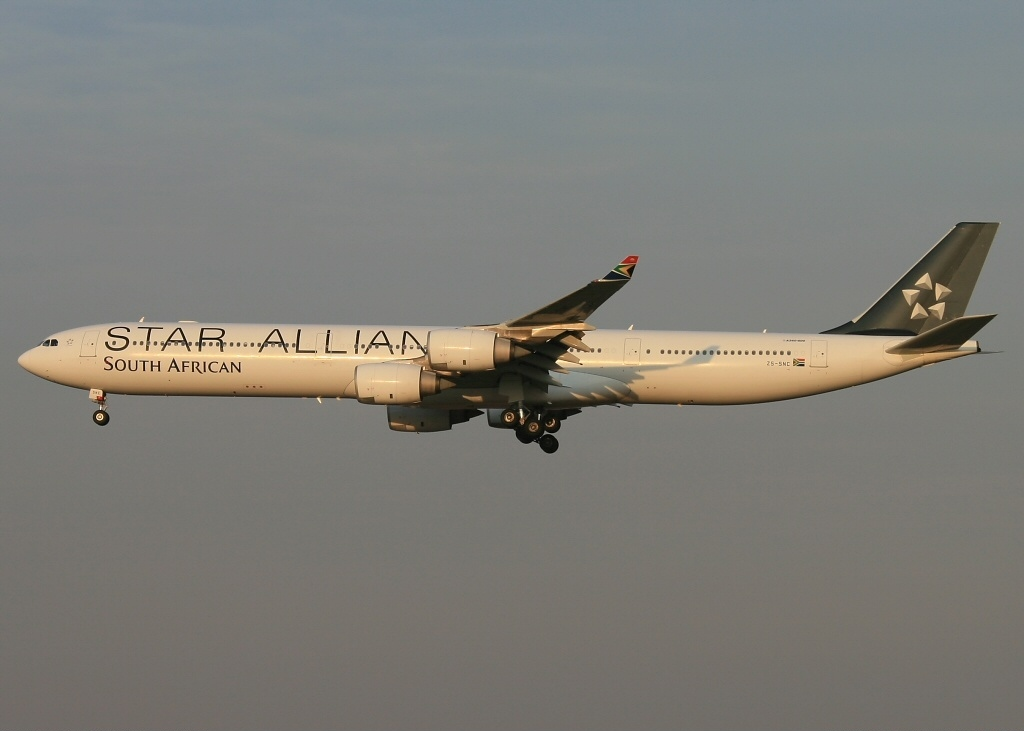
Un Airbus A340-600 de South African Airways dans la livrée Star Alliance

Les alliances de compagnies aériennes en Afrique ont tendance à inclure des accords de partage de code entre plusieurs compagnies aériennes dans un consortium. Relativement peu de compagnies aériennes africaines participent à des alliances avec des transporteurs non africains, car trop peu d'entre elles sont en capacité d'attirer des investissements en capital et ne sont donc pas en mesure de développer des réseaux attrayants pour les alliances de compagnies aériennes. Cependant, un certain nombre de compagnies nationales ont pu rejoindre les réseaux mondiaux d'alliances de compagnies aériennes: South African Airways est devenue membre de Star Alliance le 10 avril 2006. Kenya Airways est devenue membre associé de SkyTeam le 4 septembre 2007, et est devenue membre à part entière de SkyTeam en 2010,. Egyptair est devenue membre de Star Alliance en juillet 2008, tout comme Ethiopian Airlines en décembre 2011,.Royal Air Maroc a rejoint Oneworld en avril 2020.

## Sécurité
En 1998, l'Organisation de l'aviation civile internationale a classé l'Afrique et l'Amérique latine parmi les régions du monde avec les réseaux de transport aérien les moins sûrs. Le réseau africain de l'aviation civile a une infrastructure sous-développée. En 1998, les systèmes de contrôle du trafic aérien en Afrique n'étaient pas aussi développés que les systèmes ATC dans d'autres parties du monde. De plus, par rapport aux grands aérodromes, les petits aérodromes sont moins susceptibles d'avoir des pistes à revêtement dur. Guttery a déclaré en 1998 que les principaux aéroports africains "sont pratiquement indiscernables de ceux des pays développés", en ajoutant que "les problèmes de sécurité aéroportuaire continuent d'être un problème, mais qu'ils sont en cours de règlement".
En 2005, environ 25% des accidents d'avion dans le monde étaient survenus en Afrique, tandis que les vols africains représentent 5% du trafic aérien mondial. Le Wall Street Journal a déclaré que "pendant des décennies, l'aviation africaine a souffert d'avions désuets, d'aéroports mal entretenus, d'équipements défectueux et de pilotes mal formés " qui a fait du ciel africain, le plus dangereux du monde".